# 伊恩·沃森
伊恩·沃森（英語：Ian Watson，1949年6月7日—1981年7月24日），澳大利亚男子篮球运动员。他参加了1972年夏季奥林匹克运动会和1976年夏季奥林匹克运动会男子篮球比赛。